# You Say (Lied)
You Say ist ein Song der amerikanischen Pop-Sängerin Lauren Daigle aus dem Jahr 2018. Das Lied gewann 2019 den Grammy Award in der Kategorie Best Contemporary Christian Music Performance/Song.

## Musik und Text
You Say wurde am 13. Juli 2018 als erste Single ihres dritten Studioalbums Look Up Child veröffentlicht. In dem Song You Say geht es um das Thema Selbstwert und Zweifel. Doch in dieser schweren Zeit weiß man auf wen man zählen kann und dies gibt einem Kraft und Hoffnung.

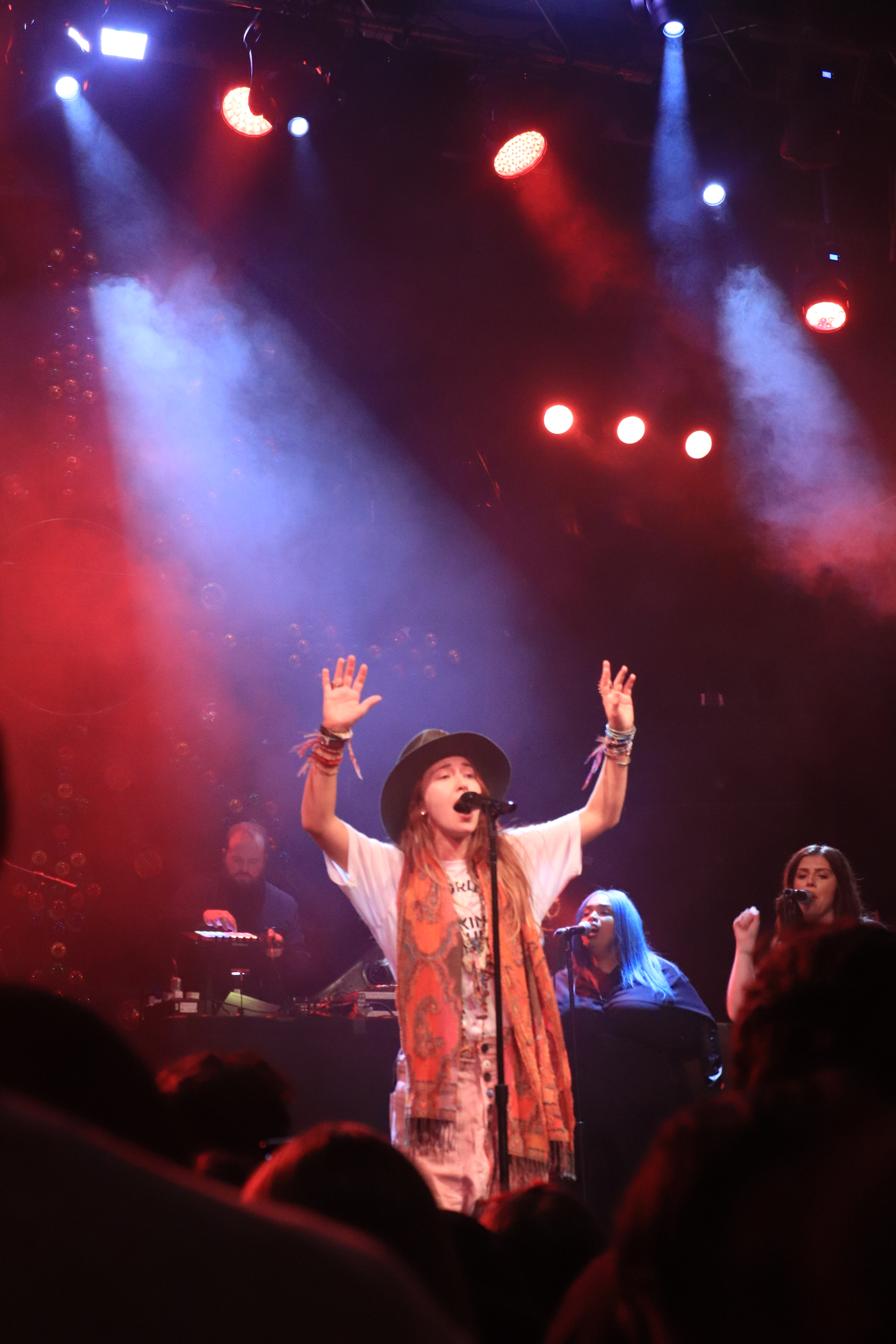
Interpretin Lauren Diagle

Daigle beschreibt ihren Song als eine Hommage an die Hoffnung: „Ich möchte, dass diese Aufnahme eine der Freude ist, eine Aufnahme der Hoffnung, dass die Menschen wieder eine kindliche Ähnlichkeit erfahren. Als ich diese Aufnahme machte, musste ich mich daran erinnern, wer ich als Kind war. Ich möchte, dass die Menschen darüber nachdenken wie ihre Kindheit war und wie sehe ich mich wieder durch diese Augen? Wie liebe ich mich wieder so? Wo ist diese Freude? Wo ist diese Hoffnung?“
| „I keep fighting voices in my mind that say I'm not enough Every single lie that tells me I will never measure up You say I am loved when I can't feel a thing You say I am strong when I think I am weak“ – Originalauszug | „Ich kämpfe immer wieder mit Stimmen in meinem Kopf, die sagen ich bin nicht genug jede einzelne Lüge, die mir sagt, ich werde nie mithalten können Du sagst, dass ich geliebt werde, wenn ich nichts fühlen kann Du sagst, ich bin stark, wenn ich denke, dass ich schwach bin“ – deutsche Übersetzung |

## Musikvideo
Das Musikvideo zu You Say wurde ebenfalls am 13. Juli 2018 veröffentlicht. In dem Video ist die Interpretin Lauren Daigle zu sehen, wie sie den Song in einem Haus am See singt. Die Farben des Musikvideos sind sehr hell, und vor allem die Farbe Gelb sticht dabei hervor. Bis heute wurde das Video auf YouTube 339 Millionen Mal aufgerufen (Stand Mai 2024).

## Kommerzieller Erfolg

### Chartplatzierungen
| ChartsChartplatzierungen       | Höchstplatzierung | Wochen |
| ------------------------------ | ----------------- | ------ |
| Schweiz (IFPI)                 | 41 (39 Wo.)       | 39     |
| Vereinigte Staaten (Billboard) | 29 (43 Wo.)       | 43     |

### Auszeichnungen für Musikverkäufe
| Land/Region                  | Auszeichnungen für Musikverkäufe (Land/Region, Auszeichnung, Verkäufe) | Verkäufe  |
| ---------------------------- | ---------------------------------------------------------------------- | --------- |
| Belgien (BRMA)               | Gold                                                                   | 20.000    |
| Dänemark (IFPI)              | Gold                                                                   | 45.000    |
| Frankreich (SNEP)            | Platin                                                                 | 200.000   |
| Kanada (MC)                  | 2× Platin                                                              | 160.000   |
| Neuseeland (RMNZ)            | Platin                                                                 | 30.000    |
| Niederlande (NVPI)           | Platin                                                                 | 80.000    |
| Portugal (AFP)               | Gold                                                                   | 5.000     |
| Schweiz (IFPI)               | Gold                                                                   | 10.000    |
| Vereinigte Staaten (RIAA)    | 6× Platin                                                              | 6.000.000 |
| Vereinigtes Königreich (BPI) | Gold                                                                   | 400.000   |
| Insgesamt                    | 5× Gold · 11× Platin ·                                                 | 6.950.000 |